# Nicocle di Sicione
Nicocle (in greco antico: Νικοκλῆς?, Nikoklès; ... – dopo il 251 a.C.) fu tiranno di Sicione nel 251 a.C.

## Biografia
Secondo il resoconto di Plutarco, ricavato dalle Memorie di Arato di Sicione, nel 251 a.C. Nicocle prese il potere a Sicione assassinando Pesia, che era succeduto al figlio Abantida dopo l'uccisione di quest'ultimo. Plutarco afferma che assomigliava per crudeltà all'antico tiranno di Corinto Periandro. Nicocle rimase in carica solo quattro mesi e in questo periodo esiliò ottanta cittadini, rischiando anche che la città cadesse in mano agli Etoli: nel frattempo il giovane Arato, dopo aver tentato di ricevere aiuti dal re di Macedonia Antigono Gonata e dal re d'Egitto Tolomeo II, raccoglieva attorno a sé tutti gli esuli di Sicione e organizzava un minuzioso piano per rovesciare la sua tirannide. Introdottisi di notte a Sicione pur con varie difficoltà, il giorno dopo Arato e i suoi seguaci invitarono il popolo a lottare per la libertà: tutti gli abitanti andarono ad incendiare il palazzo reale e s'impossessarono delle ricchezze che vi erano ammassate, mentre Nicocle fuggì grazie a dei cunicoli sotterranei.
Questa stessa vicenda, molto più riassunta, è riferita anche da Pausania il Periegeta, mentre Polibio la nomina di sfuggita, aggiungendo che collaborò anche Filopemene, come riporta anche Plutarco. Anche Cicerone in seguito cita la destituzione di Nicocle come merito di Arato.
La fuga di Nicocle pose fine ad un periodo di tirannide che a Sicione era durato ben cinquant'anni e spianò la strada alla sua entrata nella lega achea, che crebbe notevolmente di importanza; fu inoltre la prima impresa di Arato, che in seguito fu uno degli strateghi più importanti della lega. Nessun autore nomina più Nicocle dopo la sua fuga.